# ميخائيل ك. سميث
ميخائيل ك. سميث (بالإنجليزية: Michael K. Smith)‏ هو سياسي أمريكي، ولد في 23 مايو 1966 في كانتون في الولايات المتحدة، وتوفي في 8 أغسطس 2014 بسبب نوبة قلبية. حزبياً، نشط في الحزب الديمقراطي. وقد انتخب عضو مجلس نواب إلينوي.